# Dallas Blues
«Dallas Blues» — американская блюзовая песня, написанная и опубликованная в марте 1912 года Хартом Уэндом, ставшая первой в истории полностью блюзовой композицией, появившейся в печати.. «Oh, You Beautiful Doll» — работа композиторов Тин-Пэн-Элли — была опубликована годом ранее, но только её первый куплет был в формате 12-тактового блюза. В том же 1912 году вышли ещё две песни, имевшие в своём названии слово «блюз»: «Baby Seals Blues» (август 1912; водевильный номер, написанный Артуром Силзом) и «The Memphis Blues» (сентябрь 1912; написан Уильямом Хэнди). Однако ни одна из них не была настоящим блюзом. Точная дата сочинения песни неизвестна, но есть свидетельства, указывающие на то, что «Dallas Blues» была написана не позднее 1909 года.
В 1918 году Ллойд Гарретт дополнил текст, добавив строчки о тоске героя песни по Далласу. Несмотря на то, что песня написана для стандартного блюзового темпа (Tempo di Blues. Very slowly) (недоступная ссылка), она часто исполняется в стиле регтайма или диксиленда.
В 1918 году запись с песней вышла в исполнении Wilbur Sweatman’s Jazz Band на пластинке фирмы Columbia. В 1929 году Луи Армстронг и его оркестр записали песню для лейбла Okeh Records.